# Ocean Machine: Biomech
Albums de Devin Townsend
Punky Brüster – Cooked on Phonics
(1996) Infinity
(1998)
Ocean Machine: Biomech est le deuxième album studio du musicien et compositeur de heavy metal canadien Devin Townsend sorti au Japon le 21 juillet 1997. L'album ne sort en Europe qu'en 1998.
L'album s'appelait d'abord Biomech sorti sous le nom de groupe Ocean Machine.
Le 17 mars 2017 le Devin Townsend Project joue cet album dans son intégralité à l'occasion du vingtième anniversaire de sa publication lors d'un concert à Londres.

## Liste des titres
| No  | Titre                                                        | Durée |
| --- | ------------------------------------------------------------ | ----- |
| 1.  | Seventh Wave                                                 | 6:50  |
| 2.  | Life                                                         | 4:31  |
| 3.  | Night                                                        | 4:45  |
| 4.  | Hide Nowhere                                                 | 5:00  |
| 5.  | Sister                                                       | 2:48  |
| 6.  | 3 A.M.                                                       | 1:56  |
| 7.  | Voices in the Fan                                            | 4:39  |
| 8.  | Greetings                                                    | 2:53  |
| 9.  | Regulator                                                    | 5:06  |
| 10. | Funeral                                                      | 8:06  |
| 11. | Bastard (Not One of My Better Days, The Girl from Blue City) | 10:17 |
| 12. | Death of Music                                               | 12:15 |
| 13. | Thing Beyond Things                                          | 4:47  |

Tout a été composé par Devin Townsend.

## Composition du groupe
- Devin Townsend - Guitare, chant, clavier, composition, production, mixage audio.
- Marty Chapman - Batterie.
- JR Harder - Basse.

## Musiciens additionnels
- John Paul Morgan - Clavier.
- Chris Valagao Mina - Guitare Chant.

## Membres additionnels
- Sheldon Zaharko - Ingénieur du son.
- John Paul Morgan - Ingénieur du son.
- Tim Oberthier - Ingénieur du son (assistant).
- Daniel Bergstrand - Mixage audio.
- Victor Norden - Mixage audio (assistant).
- Matteo Caratozzolo - Édition.
- Jamie Meyers - Édition.
- Daniel J Collins - Artwork.
- Masa Noda - Artwork[3].